# Телал
Телал је јавни објављивач, добошар, али и старинар или препродавац. Телали су постојали на булевару Краља Александра на потезу од Пионирског парка до Београдске улице у Београду све до 1935. године, куповали су стара одела, а код Јованове пијаце је постојала и "телалница за куће", која је трговала прозорима, деловима намештаја и другом дрвенаријом, па чак и циглама. Данас се под термином „телалница“ подразумева простор који је у нереду. Реч телал се користи и као гласник, весник. Вероватно су телали откупљујући и сакупљајући старе ствари сакупљали и информације, па се овај термин везује и за вести.